# Sint-Martinuskerk (Oberwesel)
De Sint-Martinuskerk is een rooms-katholiek kerkgebouw in de Duitse stad Oberwesel. De parochiekerk verheft zich in het noorden op het hoogste punt van de stad en wordt in de volksmond vanwege de helderwitte kleur van het schip ook wel Witte Kerk genoemd. De machtige toren van de kerk maakte ooit deel uit van de nog deels bestaande stadsommuring.
Sinds 2002 maakt de Martinuskerk deel uit van het UNESCO-werelderfgoed Mittelrhein.

## Geschiedenis
De voorloper van de kerk was een door de Trierer aartsbisschop Diether von Nassau in 1303 gebouwde stiftskerk, die in de Dertigjarige Oorlog werd verwoest. De huidige kerk werd in de eerste helft van de 14e eeuw gebouwd. Na de Weseler Oorlog (1390/1391) werd de toren van de kerk verbouwd tot weertoren, compleet met kantelen en hoektorentjes. Een muuranker van het bovenste deel van de toren werd op basis van onderzoek gedateerd op 1435.
Het oorspronkelijk driebeukige ontwerp naar het voorbeeld van de naburige Onze-Lieve-Vrouwekerk werd nooit in de voorziene vorm voltooid. De zuidelijke zijbeuk heeft nooit bestaan en de noordelijke zijbeuk werd in 1689 verwoest en in gewijzigde vorm hersteld.
De kerk heeft een bijzonder rijk interieur. In het begin van de 15e eeuw zijn de gewelven van het schip op kleurrijke wijze beschilderd. De nissen en pilaren werden in het begin van de 16e eeuw eveneens beschilderd met afbeeldingen van heiligen.

## Afbeeldingen

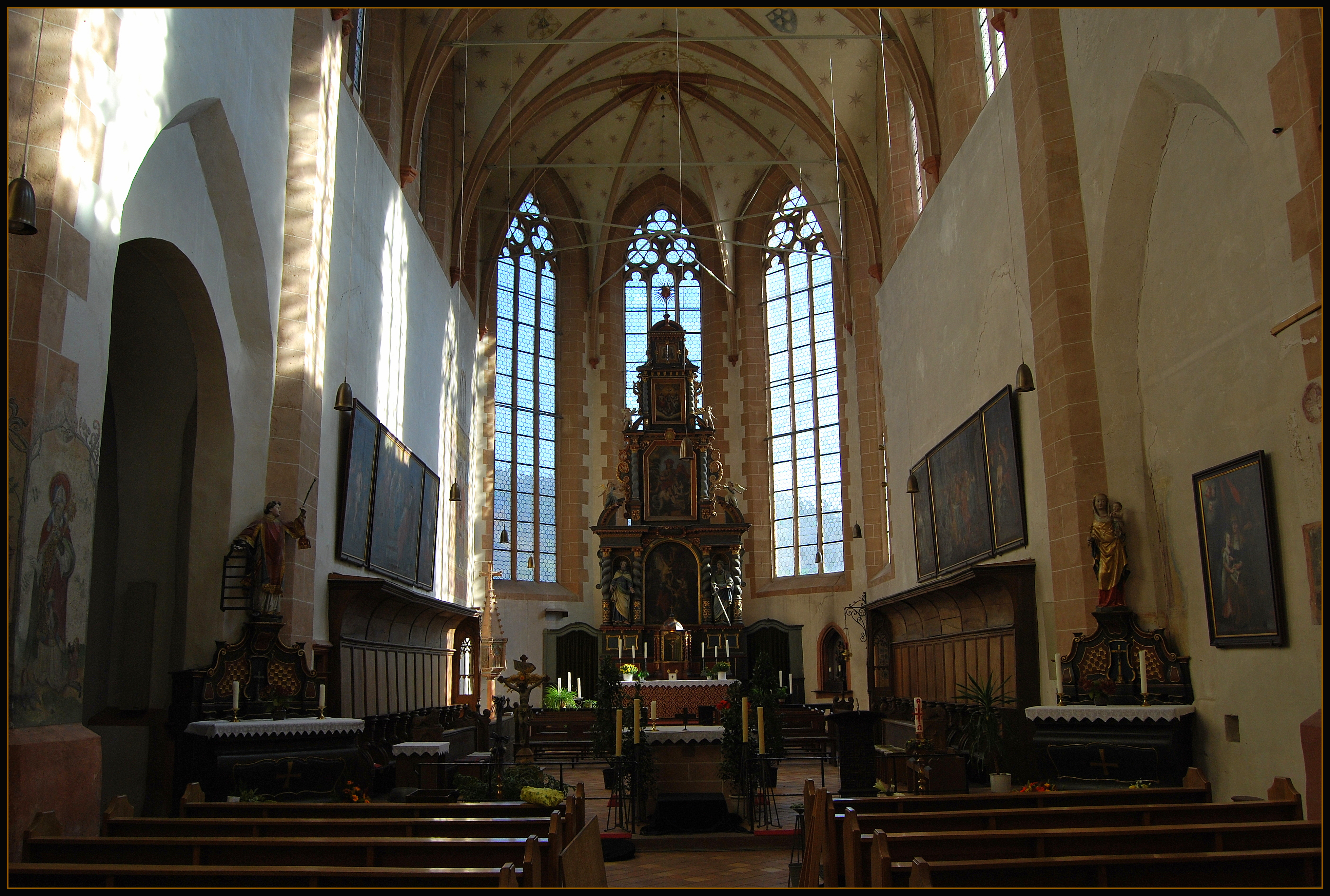
Interieur
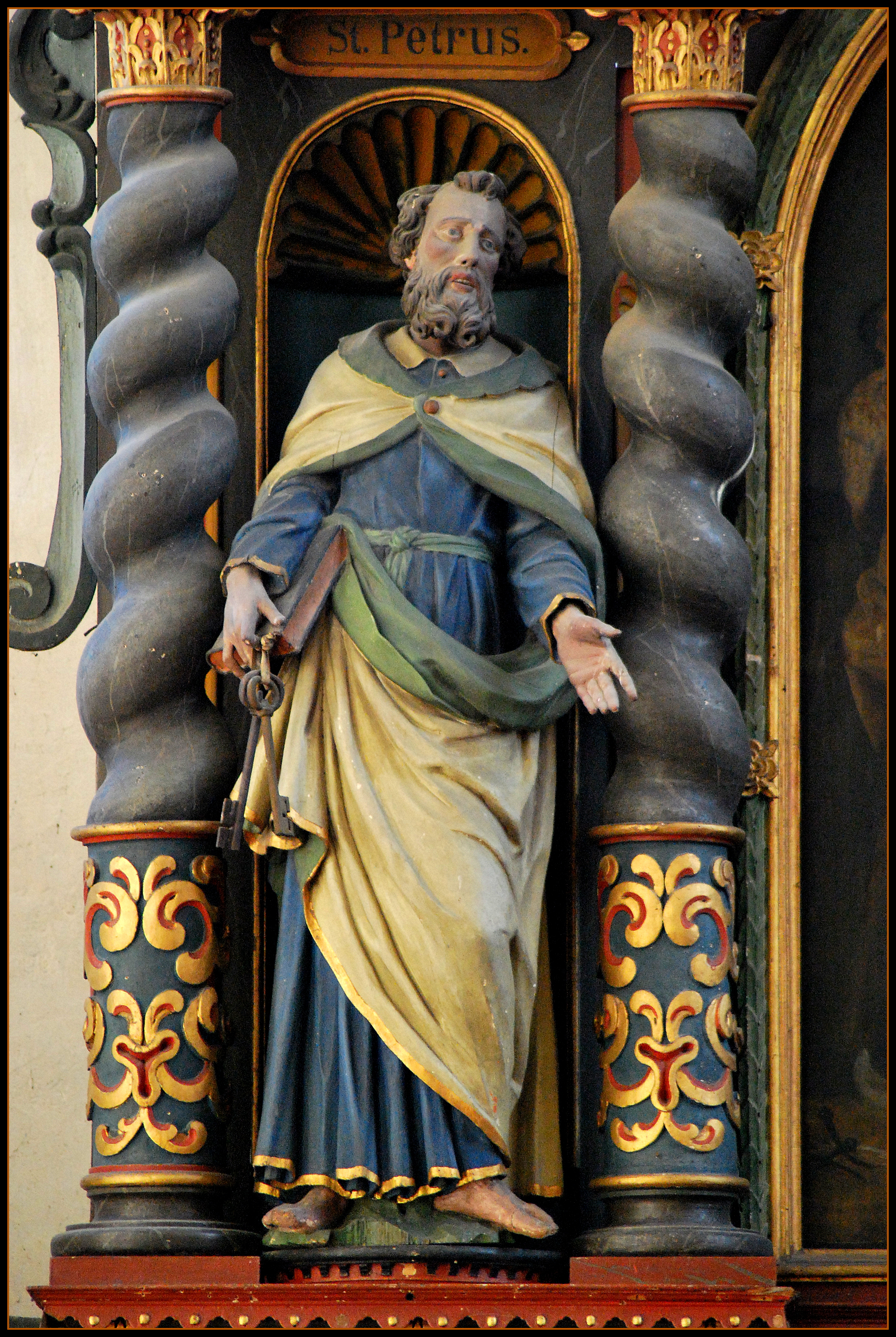
Beeld van Apostel Petrus in het hoogaltaar
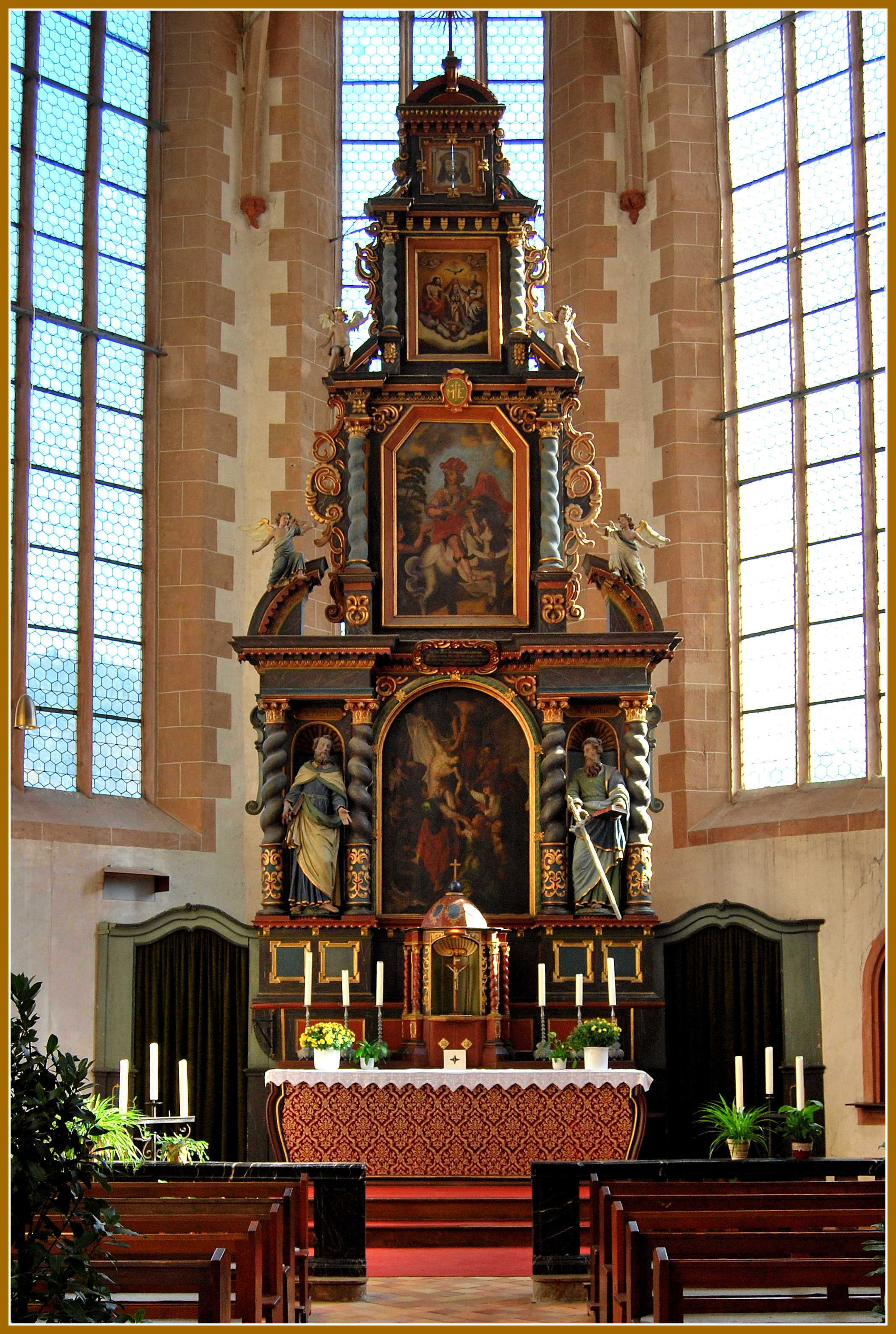
Hoogaltaar
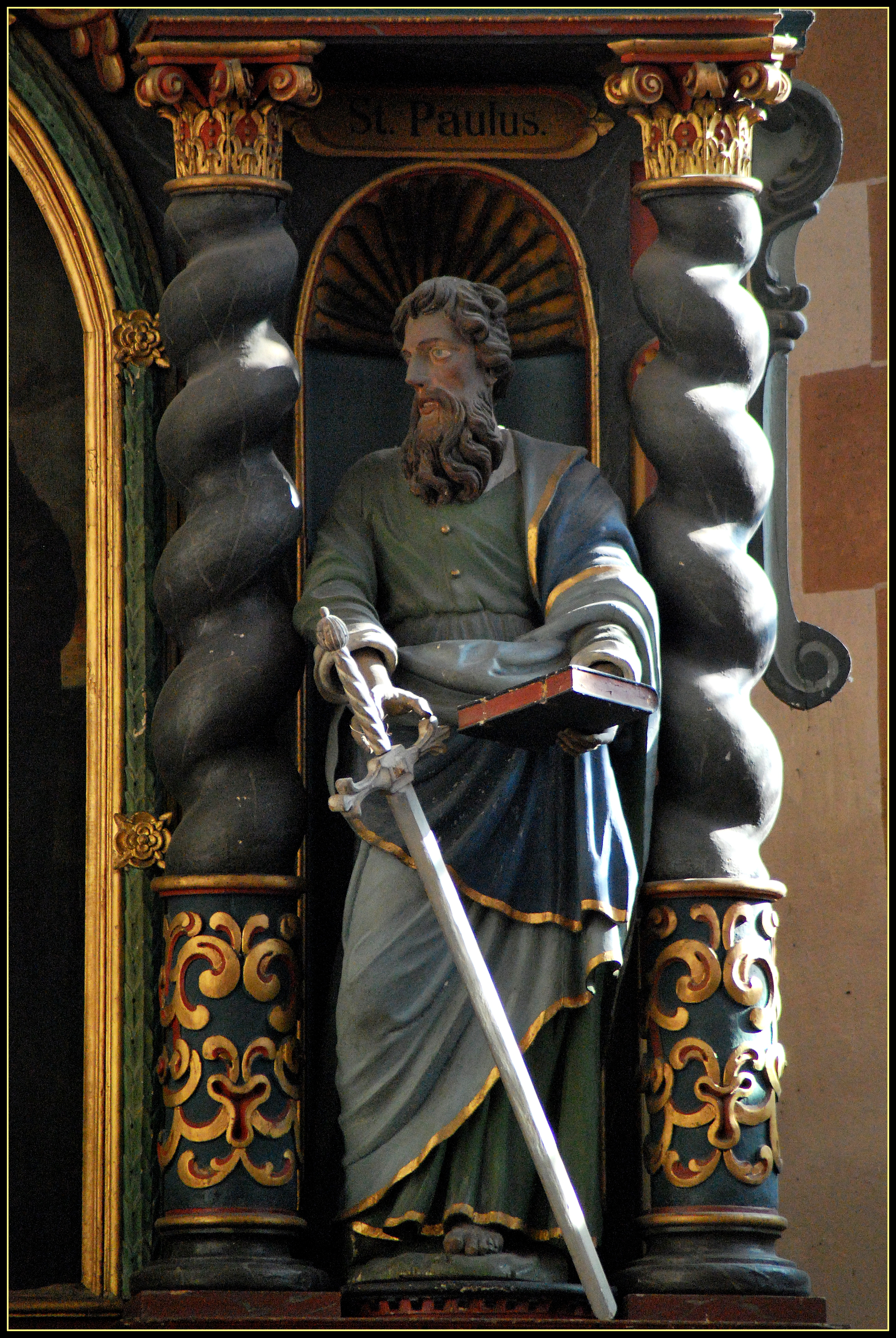
Beeld van de Apostel Paulus in het hoogaltaar
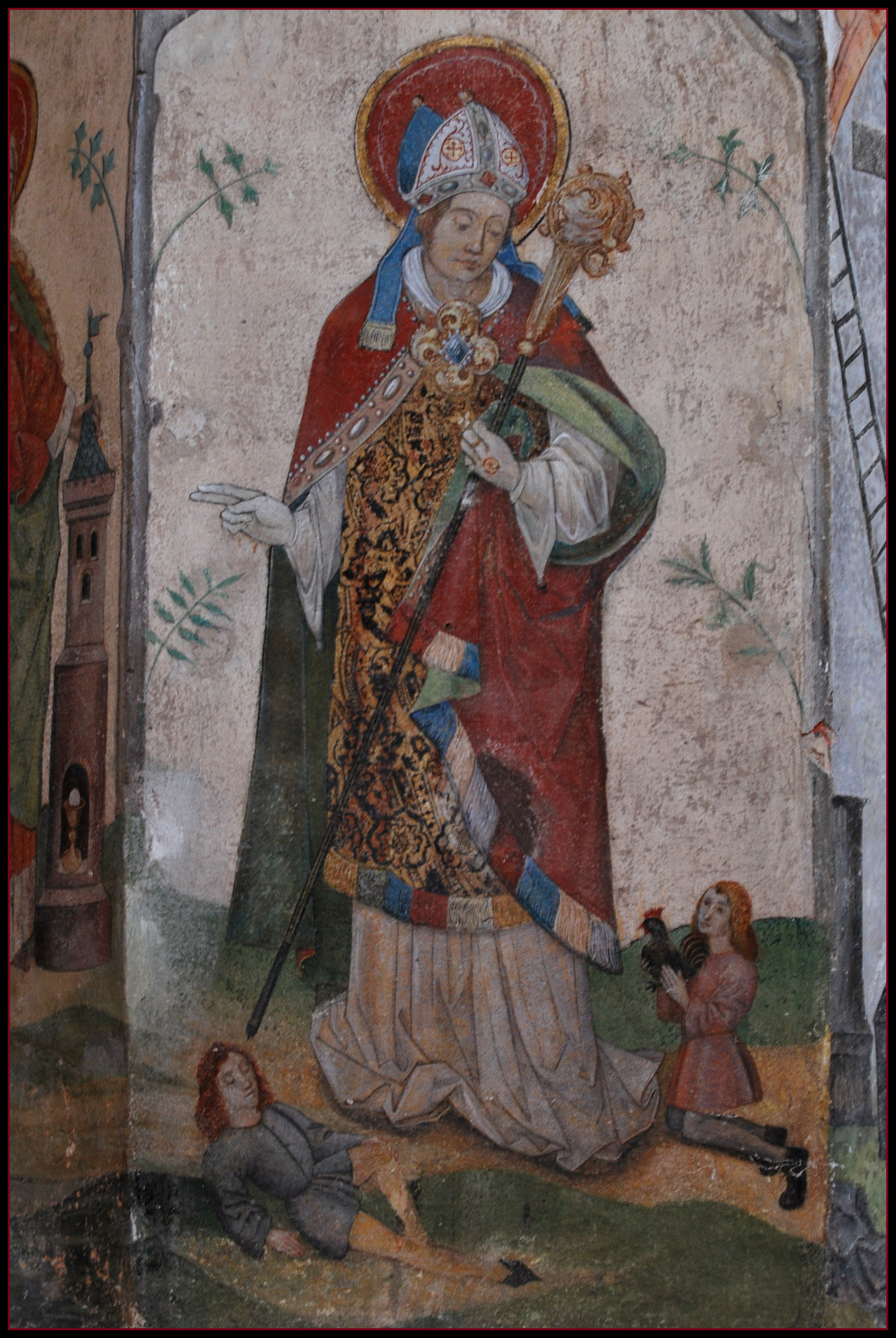
Fresco
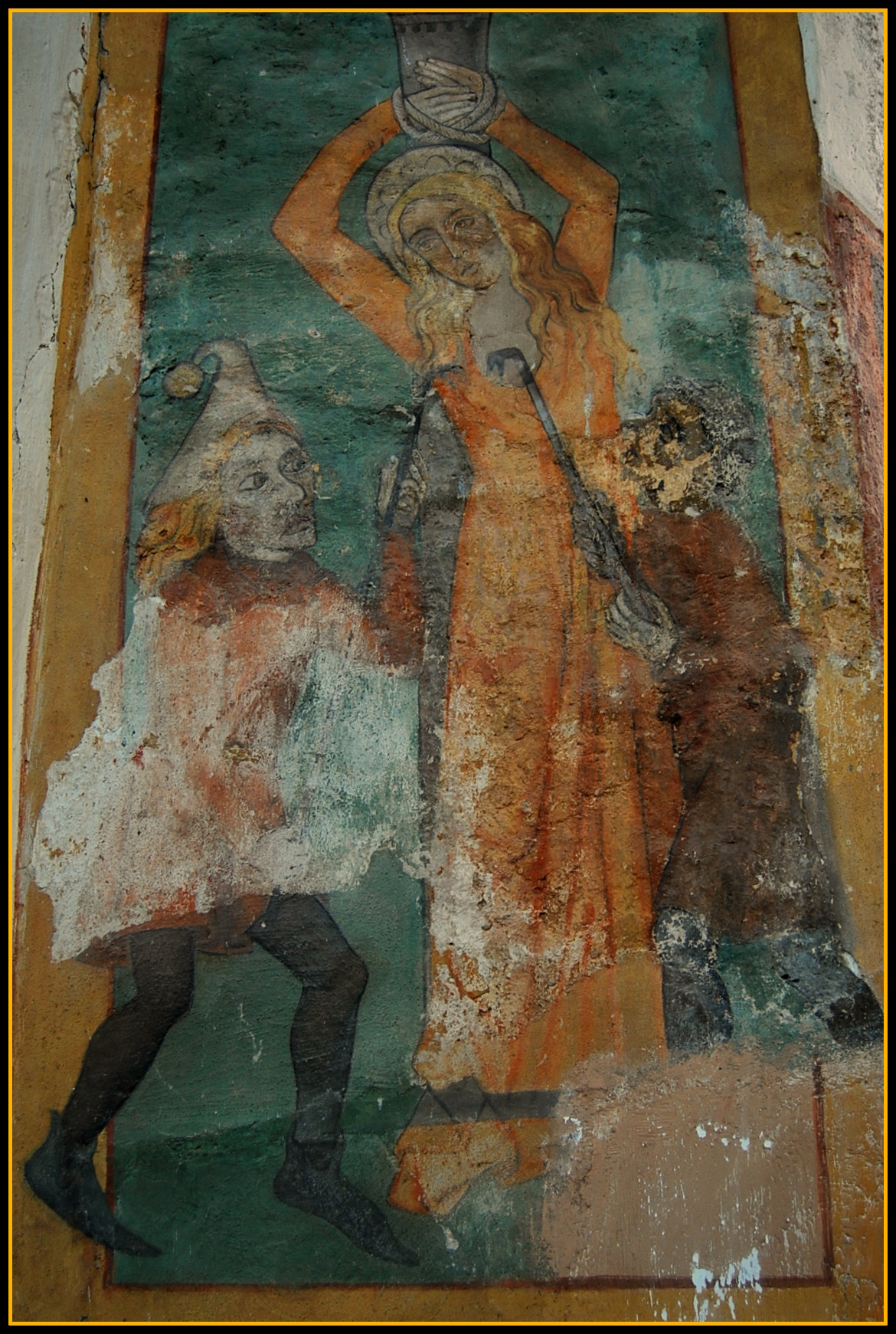
fresco Martelaarschap van St. Agatha
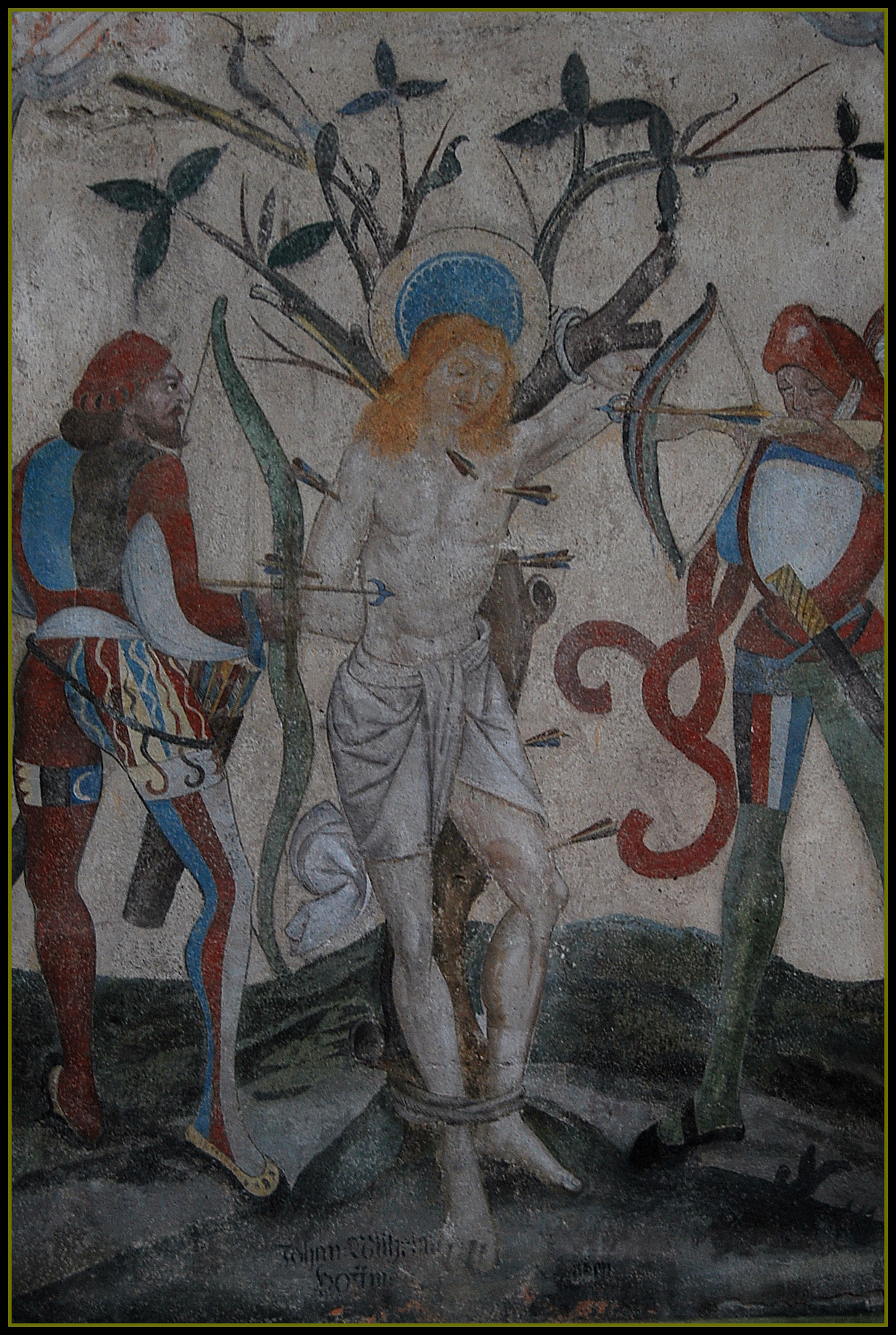
fresco St. Sebastiaan
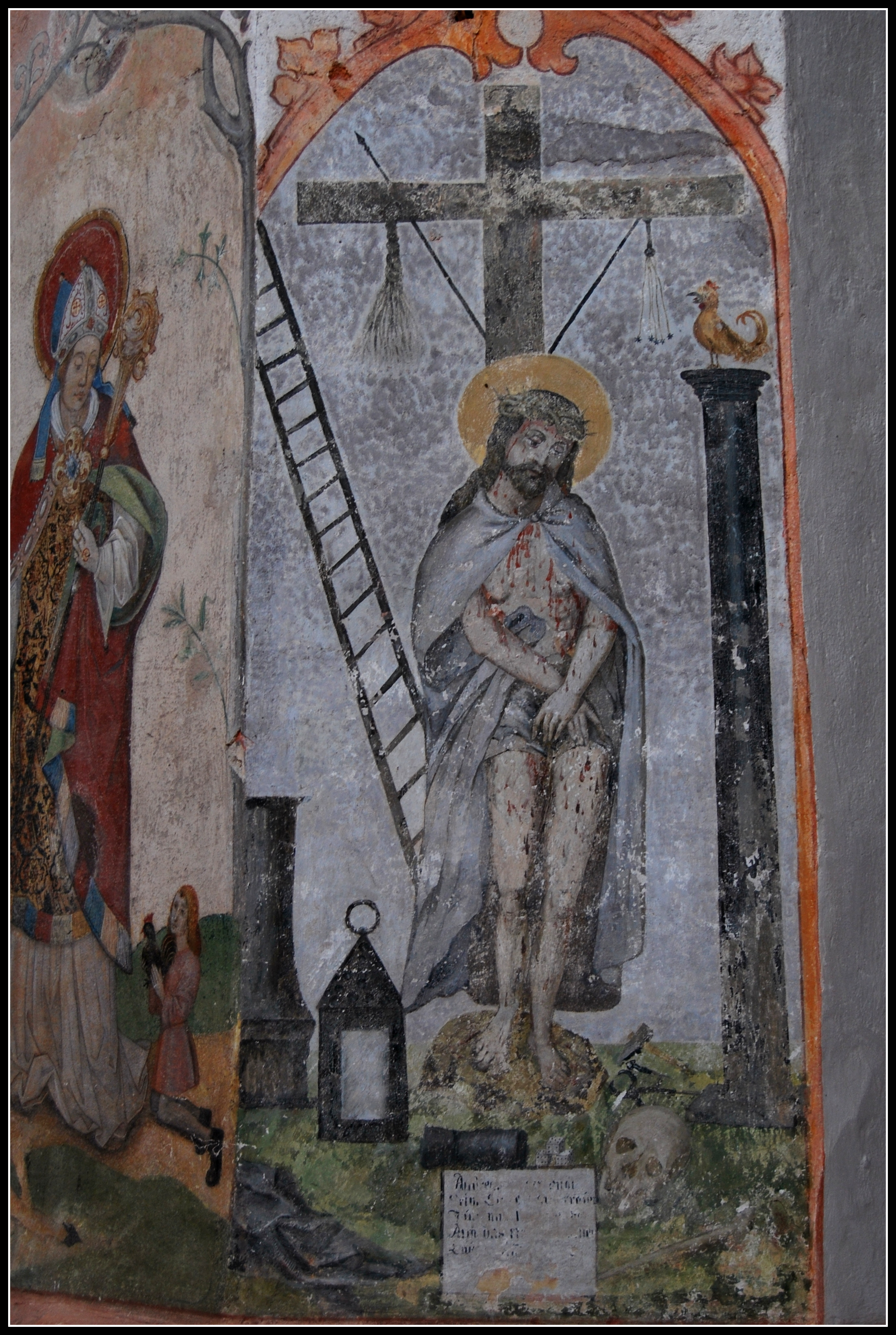
fresco Lijdende Christus
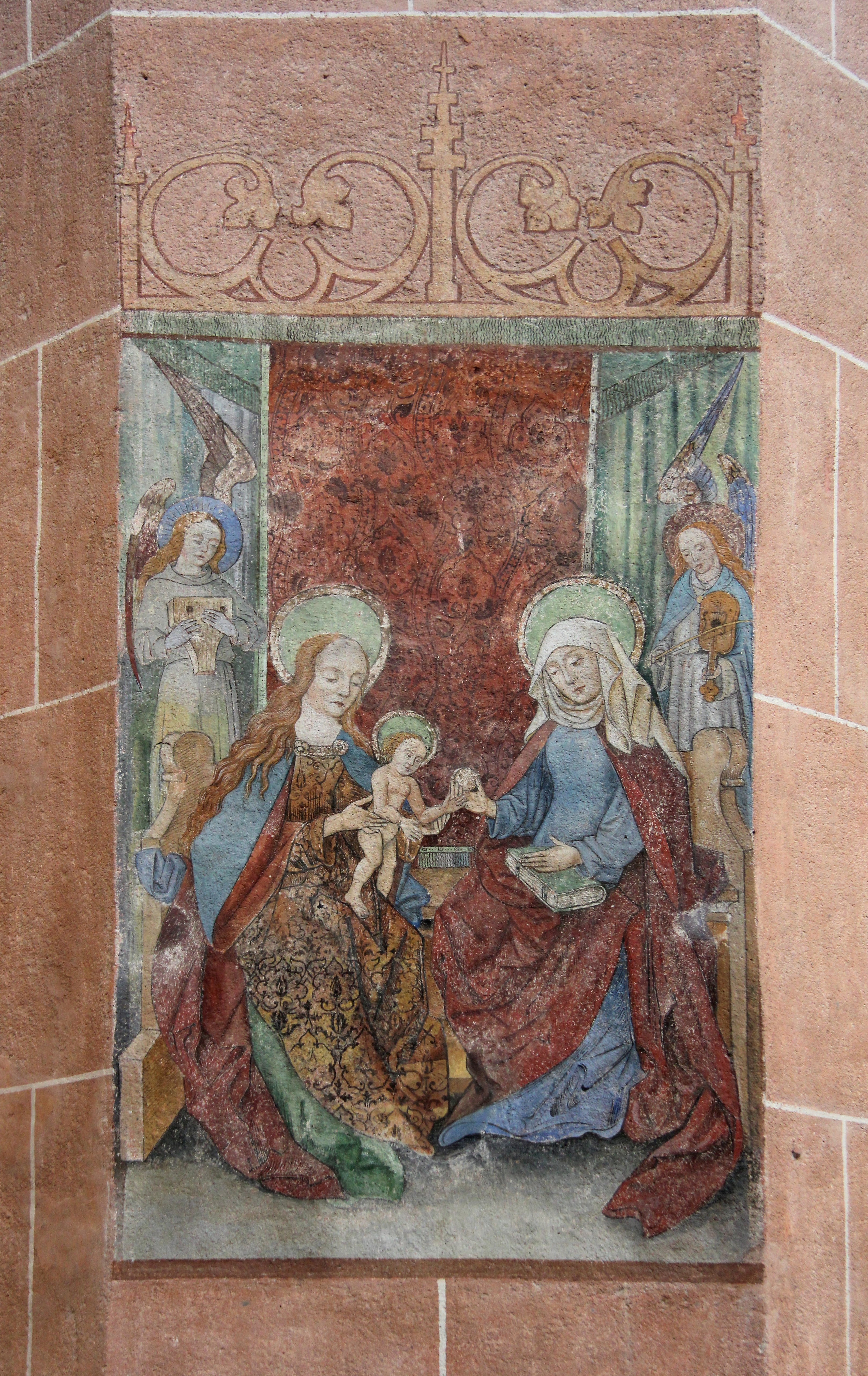
fresco St. Anna selbdritt